# 陳敬臻
陳敬臻，香港笛子演奏家。

## 生平
9歲開始學習中國笛子，在就讀佛教善德英文中學期間先後跟隨劉偉基、嚴健民及王嘉偉學習。2001年考入香港演藝學院，隨張向華主修中國笛子、閻學敏副修中國敲擊樂，曾隨譚寶碩學習洞簫，並得俞遜發、詹永明、張維良、杜如松、孫永志、蔣國基、李鎮、曲祥、孔慶寶、王鐵錘等指導。2005年畢業，同年創立「津樂竹笛演奏團」。
現為津樂竹笛演奏團音樂總監、香港竹笛學會幹事、香港青年中樂團及香港演藝學院中樂團成員。

## 榮譽
- 獲第51屆（1999年）香港校際音樂節笛子高級組及深造組冠軍 （页面存档备份，存于）
- 就讀演藝學院期間兩次獲得匯豐銀行獎學金到中央音樂學院隨戴亞，以及到上海音樂學院隨詹永明學習，並代表學院赴馬來西亞及新加坡作海外演出。
- 2004年憑《蘭花花敘事曲》於演藝學院協奏曲比賽中獲勝，並與演藝學院管弦樂團合作演出。
- 2007年首屆「松庭盃」中國竹笛邀請賽中取得成年組（專業）金獎[永久]，同年跟隨香港青年中樂團到南京、無錫、江陰作巡迴表演，並於南京大學交流演出笛子協奏曲《蘭花花敘事曲》。同年隨香港竹笛學會到廣州中山大學作交流演出。

## 外部連結
- 津樂竹笛演奏團簡介[永久]
- 香港竹笛學會HK Bamboo Flute Society